# Tantilla atriceps
Tantilla atriceps (мексиканська чорноголова змія) — вид змій родини полозових (Colubridae). Мешкає в США і Мексиці.

## Поширення і екологія
Мексиканські чорноголові змії мешкають на південному заході Техасу та в мексиканських штатах Чіуауа, Дуранго, Коауїла, Сакатекас, Сан-Луїс-Потосі, Нуево-Леон і Тамауліпас. Вони живуть на луках, в лісах та в колючих чагарникових заростях, трапляються в пустелях і напівпустелях та в порослих лісом каньйонах.